# 허마이어니 배들리
허마이어니 배들리(영어: Hermione Baddeley, 1906년 11월 13일 ~ 1986년 8월 19일)는 잉글랜드의 배우이다. 영화 《꼭대기 방》으로 아카데미 여우조연상 후보에 올랐다.

## 출연 작품
- 아이 테이크 디즈 맨 (1983)
- 마우스 킹 (1982)
- 블랙 윈드밀 (1974)
- 아리스토캣 (1970)
- 괴짜 백만장자 (1967)
- 배트맨 - 66년 TV 시리즈 (1966)
- 방해하지 마세요 (1965)
- 위기의 남자 (1965)
- 몰리 브라운 (1964)
- 메리 포핀스 (1964)
- 미드나잇 레이스 (1960)
- 익스프레소 봉고 (1959)
- 꼭대기 방 (1959)
- 남자 없는 여자들 (1956)
- 트리니안의 여인들 (1954)
- 코쉬 보이 (1953)
- 타임, 젠틀맨, 프리즈! (1952)
- 데어 이즈 어나더 선 (1951)
- 톰 브라운의 학창시절 (1951)
- 크리스마스 캐롤 (1951)
- 4중주 (1949)
- 핌리코행 여권 (1949)
- 브라이튼 록 (1947)
- 킵스 (1941)
- 캐스트 (1930)

## 같이 보기
- 아카데미상 최고 기록 목록